# Сент-Чарльз (Айдахо)
Сент-Чарльз (англ. St. Charles) — місто в окрузі Бер-Лейк, штат Айдахо, США. Лежить поблизу північно-західного берега озера Бер-Лейк. Згідно з переписом 2010 року населення становило 131 особу, що на 25 осіб менше, ніж 2000 року.

## Географія
Сент-Чарльз розташований за координатами 42°6′44″ пн. ш. 111°23′25″ зх. д. / 42.11222° пн. ш. 111.39028° зх. д. (42.112142, -111.390165).  За даними Бюро перепису населення США в 2010 році місто мало площу 1,62 км², уся площа — суходіл. В 2017 році площа становила 1,81 км², уся площа — суходіл.

## Демографія

### Перепис 2010 року
Згідно з переписом 2010 року, у місті проживало 131 осіб у 53 домогосподарствах у складі 35 родин. Густота населення становила 80,3 особи/км². Було 138 помешкань, середня густота яких становила 84,6/км². Расовий склад міста: 98,5 % білих і 1,5 % людей, які зараховують себе до двох або більше рас.
Із 53 домогосподарств 26,4 % мали дітей віком до 18 років, які жили з батьками; 58,5 % були подружжями, які жили разом; 7,5 % мали господиню без чоловіка, і 34,0 % не були родинами. 32,1 % домогосподарств складалися з однієї особи, в тому числі 13,2 % віком 65 і більше років. У середньому на домогосподарство припадало 2,47 мешканця, а середній розмір родини становив 3,17 особи.
Середній вік жителів міста становив 42,8 року. Із них 29,8 % були віком до 18 років; 3,1 % — від 18 до 24; 19,1 % від 25 до 44; 26,8 % від 45 до 64 і 21,4 % — 65 років або старші. Статевий склад населення: 49,6 % — чоловіки і 50,4 % — жінки.
Середній дохід на одне домашнє господарство  становив 62 488 доларів США (медіана — 51 250), а середній дохід на одну сім'ю — 77 544 долари (медіана — 80 781). За межею бідності перебувало 5,5 % осіб, у тому числі 0,0 % дітей у віці до 18 років та 20,0 % осіб у віці 65 років та старших.
Цивільне працевлаштоване населення становило 52 особи. Основні галузі зайнятості: освіта, охорона здоров'я та соціальна допомога — 28,8 %, будівництво — 26,9 %, сільське господарство, лісництво, риболовля — 21,2 %.

### Перепис 2000 року
Згідно з переписом 2000 року, в місті проживало 156 осіб у 57 домогосподарствах у складі 44 родин. Густота населення становила 94,1 особи/км². Було 106 помешкань, середня густота яких становила 63,9/км². Расовий склад міста: 98,08 % білих, 1,28 % індіанців, 0,64 % інших рас. Іспанці та латиноамериканці незалежно від раси становили 1,92 % населення.
Із 57 домогосподарств 31,6 % мали дітей віком до 18 років, які жили з батьками; 77,2 % були подружжями, які жили разом; and 22,8 % не були родинами. 19,3 % домогосподарств складалися з однієї особи, в тому числі 17,5 % віком 65 і більше років. У середньому на домогосподарство припадало 2,74 мешканця, а середній розмір родини становив 3,16 особи.
Віковий склад населення: 29,5 % віком до 18 років, 1,9 % від 18 до 24, 19,2 % від 25 до 44, 21,2 % від 45 до 64 і 28,2 % від 65 років і старші. Середній вік жителів — 45 року. Статевий склад населення: 49,3 % — чоловіки і 50,7 % — жінки.
Середній дохід домогосподарств у місті становив US$21 923, родин — $27 500. Середній дохід чоловіків становив $25 500 проти $31 250 у жінок. Дохід на душу населення в місті був $11 755. Приблизно 10,9 % родин і 7,3 % населення перебували за межею бідності, включаючи жодного віком до 18 років і 11,5 % від 65 років і старших.